# Zevio
Zevio là một đô thị ở tỉnh Verona trong vùng Veneto của Ý, có cự ly khoảng 90 km về phía tây của Venice và khoảng 14 km về phía đông nam của Verona. Tại thời điểm ngày 31 tháng 12 năm 2004, đô thị này có dân số 13.055 người và diện tích là 55 km².
Đô thị Zevio có các frazioni (đơn vị trực thuộc, chủ yếu là các làng) Bosco, Campagnola, Perzacco, Santa Maria và Volon.
Zevio giáp các đô thị: Belfiore, Caldiero, Oppeano, Palù, Ronco all'Adige, San Giovanni Lupatoto và San Martino Buon Albergo.